# Cord Mysegaes
Pour les articles homonymes, voir Cord.
Cord Hermann Mysegaes (né le 22 mars 1968 à Delmenhorst) est un cavalier allemand de concours complet.

## Carrière
Mysegaes est d'abord entraîné par son père Wilfried Mysegaes. À 16 ans, Horst Karsten devient son entraîneur. En 1985, il remporte la médaille de bronze des Championnats d'Europe junior puis le titre en 1987. Au championnat d'Allemagne 1992, il finit deuxième derrière Matthias Baumann et se qualifie pour les Jeux olympiques d'été de 1992. Il est 13e à l'issue de l'épreuve individuelle puis remporte la médaille de bronze par équipe en compagnie de Matthias Baumann, Herbert Blöcker et Ralf Ehrenbrink. En 1994, Mysegaes est champion d'Allemagne. Aux Jeux équestres mondiaux de 1994, il gagne la médaille de bronze par équipe en compagnie de Ralf Ehrenbrink, Bettina Overesch et Peter Thomsen. En 1996, Mysegaes met fin à sa carrière à la suite d'une blessure.
Il continue cependant à participer à des compétitions de niveau CCI***.

## Source, notes et références
- (de) Cet article est partiellement ou en totalité issu de l’article de Wikipédia en allemand intitulé « Cord Mysegaes » (voir la liste des auteurs).